# Dekanat Łańcut I
Dekanat Łańcut I – dekanat archidiecezji przemyskiej, w archiprezbiteracie łańcuckim.

## Historia
1 października 1910 roku dekretem bpa Józefa Sebastiana Pelczara został utworzony dekanat łańcucki, w którego skład weszły parafie z wydzielonego terytorium dekanatów: 
- leżajskiego: Łańcut, Kosina, Medynia, Nienadówka, Rakszawa, Wysoka.
- przeworskiego: Albigowa, Handzlówka.
- rzeszowskiego: Kraczkowa, Krzemienica.

Pierwszym dziekanem dekanatu został ks. Jan Jędrzejowski, proboszcz w Kosinie.
1 stycznia 1987 roku decyzją bpa Ignacego Tokarczuka dekanat został podzielony na: Łańcut I i Łańcut II.

## Parafie
- Łańcut – pw. św. Stanisława Biskupa (Fara)
  - Łańcut (Kąty) – kościół filialny pw. św. Józefa Sebastiana Pelczara
- Łańcut – pw. św. Michała Archanioła
- Albigowa – pw. Narodzenia Najświętszej Maryi Panny
- Głuchów – pw. Wniebowstąpienia Pańskiego
- Husów – pw. św. Andrzeja Apostoła
- Kosina – pw. św. Stanisława Biskupa
- Markowa – pw. św. Doroty
- Rogóżno – pw. św. Józefa
- Sonina – pw. św. Jana Chrzciciela
- Tarnawka – pw. Nawiedzenia Najświętszej Maryi Panny
- Wysoka – pw. św. Małgorzaty

## Zgromadzenia zakonne
- Łańcut – ss. Boromeuszki (1878)
- Łańcut – ss. Serafitki (1951)
- Łańcut – ss. Służebniczki starowiejskie (1861)
- Kosina – ss. Rycerki (2000)
- Markowa – ss. Służebniczki dębickie (1936)